# First soundscope 〜水のない晴れた海へ〜
『first soundscope 〜水のない晴れた海へ〜』（ファースト サウンドスコープ みずのないはれたうみへ）は、GARNET CROWの1枚目のアルバム。2001年1月31日に発売された。

## 解説
サブタイトルになった「水のない晴れた海へ」の他、ヒット曲「Mysterious Eyes」「flying」を収録したメジャー1stアルバムということで各方面から話題を集め、オリコン初登場6位といきなりのスマッシュヒットを記録した。ちなみにこれが初のオリコントップ10入り作品となる。
「夏の幻」の別アレンジバージョンである「夏の幻 (secret arrange ver.)」はボーナストラックとして収録されている。なお、ボーナストラックに関しては、ブックレットとCD裏ジャケットには記載はあるがスリーブケースには記載されていない。
また、AZUKI七のフォト詩集『80,0』もこのアルバムと同日に発売された。

## 収録曲
| 全作詞: AZUKI七、全作曲: 中村由利、全編曲: 古井弘人（特記以外）。 |                                                                        |         |            |      |
| #                                                                 | タイトル                                                               | 作詞    | 作曲・編曲 | 時間 |
| 1.                                                                | 「水のない晴れた海へ」(編曲: Miguel Sá Pessoa)                         | AZUKI七 | 中村由利   | 4:35 |
| 2.                                                                | 「君の家に着くまでずっと走ってゆく」(編曲: Miguel Sá Pessoa、古井弘人) | AZUKI七 | 中村由利   | 3:59 |
| 3.                                                                | 「夏の幻」                                                             | AZUKI七 | 中村由利   | 3:53 |
| 4.                                                                | 「二人のロケット」                                                     | AZUKI七 | 中村由利   | 4:42 |
| 5.                                                                | 「巡り来る春に」                                                       | AZUKI七 | 中村由利   | 4:55 |
| 6.                                                                | 「HAPPY DAYS?」                                                        | AZUKI七 | 中村由利   | 3:53 |
| 7.                                                                | 「Mysterious Eyes」                                                    | AZUKI七 | 中村由利   | 4:29 |
| 8.                                                                | 「Rhythm」                                                             | AZUKI七 | 中村由利   | 4:21 |
| 9.                                                                | 「Holding you, and swinging」                                          | AZUKI七 | 中村由利   | 4:40 |
| 10.                                                               | 「flying」                                                             | AZUKI七 | 中村由利   | 4:29 |
| 11.                                                               | 「千以上の言葉を並べても...」                                          | AZUKI七 | 中村由利   | 4:13 |
| 12.                                                               | 「wonder land」                                                        | AZUKI七 | 中村由利   | 4:34 |
| 13.                                                               | 「夏の幻 (secret arrange ver.)」                                       | AZUKI七 | 中村由利   | 4:10 |
| 合計時間:                                                         | 合計時間:                                                              | 56:53   |            |      |

## 楽曲について
1. 水のない晴れた海へ
2. 君の家に着くまでずっと走ってゆく
2ndシングル。
3. 夏の幻
5thシングル。
4. 二人のロケット
3rdシングル。新たに再レコーディングされたバージョン。
5. 巡り来る春に
6. HAPPY DAYS?
7. Mysterious Eyes
1stシングル。
8. Rhythm
4thシングルとしてリリース予定だったものの途中で制作中止となってしまった。
9. Holding you, and swinging
10. flying
6thシングル。
11. 千以上の言葉を並べても...
4thシングル。
12. wonder land
13. 夏の幻 (secret arrange ver.)
5thシングルのアレンジバージョン。